# Duke Blue Devils (basquetebol masculino)
Duke Blue Devils, ou os "Os Diabos Azuis de Duke" é o time de basquete da Universidade Duke, Durham, Carolina do Norte. Militam na Conferência da Costa Atlântica da Divisão I da NCAA.

## Títulos
- Campeonato de Basquetebol da NCAA: 5 títulos (1991, 1992, 2001, 2010 e 2015)